# Среднелитовская низменность

Среднелитовская низменность на физической карте Литвы

Среднелитовская низменность (лит. Vidurio Lietuvos žemuma) — низменность в центральной части Литвы. Именно по месту своего расположения, «посередине Литвы», и получила своё название. Географически относится к Восточно-Европейской равнине, вытянута в направлении с севера на юг. На севере переходит в Рижско-Елгавскую низменность, на западе по низовьям Немана граничит с Приморской низменностью. Кроме того, с запада и востока она ограничена Жямайтской возвышенностью и Балтийской грядой соответственно.
В самой широкой части эта низменность достигает 100 км. Средние высоты составляют 80—90 м над уровнем моря, на севере они убывают до 50—60 м, а на западе не превышают 30—40 м. Среднелитовская низменность сложена преимущественно валунными суглинками и озёрно-ледниковыми отложениями. Низменности присуща такая форма рельефа как друмлины.
Средняя температура самого холодного месяца января составляет −17 °C, средняя температура самого тёплого месяца июля составляет 17 °C. Среднегодовое количество осадков над этой низменностью колеблется от 550 мм в её северной части до 700 мм на крайнем юге.
Среднелитовская низменность находится в бассейне Немана. Она имеет довольно густую речную сеть, большинство её рек имеет развитые долины. Кроме Немана важными водными артериями на этой низменности являются Муса, Мемеле, Нявежис, Шешупе, Митува, Нярис, Дубиса, Юра. Озёра немногочисленны.
На Среднелитовской низменности преобладают дерново-глееватые и дерново-карбонатные почвы. Значительная её часть распахана, отдельные участки заболочены, центральная часть очень лесистая. Леса этой низменности образованы в большинстве своём такими породами деревьев, как сосна обыкновенная, ель европейская, дуб черешчатый, граб обыкновенный, ясень, причём на севере преобладают смешанные массивы, а на юге — лиственные. Основными лесными массивами являются Каршувский, Казлу-Рудский, Пашиляйский леса и т. д.